# 世紀末リーダー外伝たけし!
『世紀末リーダー外伝たけし!』（せいきまつリーダーがいでんたけし!）は、島袋光年による漫画作品の短編集。またはそれに収録されている作品。
1998年3月に発売。

## 概要
「世紀末リーダー伝たけし!」の連載中に出版された作者初の短編集で、「たけし!」のプロトタイプとなった読み切り3本を含む連載デビュー前の作品を収録する。本人いわく、「時期尚早だったかもしれないが、これを逃したら来年には（漫画家を廃業して）マックでバイトしてるかもしれない」という理由で刊行に踏み切ったという。
2013年現在絶版しており、また復刊された「たけし！」のリミックスにもこれらの作品は収録されていないため、現在読むのは非常に困難である。

## 収録作品
- 世紀末リーダー外伝たけし!

「たけし!」のプロトタイプ作品1作目。連載の第一話とほぼ同じ内容だが、敵は連載版のまさとし（田淵ノリオ）ではなくあんどれ・かんどれとなっている。（どちらも連載版に登場）
- 発進!!友達いないいない部

島袋の初掲載作品。転校を繰り返し、友達作りを諦めていた少年「夢美」が思いつきで将棋部に入部するが、そこはクラスのはみ出し者が集結した「友達いないいない部」であった、という内容の学園コメディ。島袋は本来ストーリー漫画として持ち込んだものの、編集者の独断によって、ギャグ漫画として第43回赤塚賞（1995年）に出されてしまい、佳作に入賞。
- 凄絶!!タコス駅西口

治安が悪く「日本のスラム街」と呼ばれるタコス区タコス町に住む長介が、町の頂点に立つスリ師「ゲッソン」に闘いを挑む。「たけし!」の準レギュラーとして登場する下村美久（ミク）はゲッソンの実妹であるという設定があり、ゲッソン本人も「たけし!」に登場した。
- ナリトの悩み

サッカー部でエースとして活躍していたが、「ある悩み」によってヘディングができなくなり辞めてしまった少年・松田ナリトを描くコメディ。島袋曰く、収録作品の中でも「本当に何の功績も無い恥ずかしい作品」「紙面の都合で仕方なく収録した」と語られており、「この作品だけは見なかったことに」「忘れてほしい」とまで発言している。
- 出陣!!ナルト高校剣道部

弱小剣道部の幽霊騒ぎを描いた作品。
- 世紀末リーダー外伝たけし! 1信じる心…!!

「たけし!」のプロトタイプ作品2作目。連載後期のレギュラーキャラとなった「キムモー」が初登場している。
- 世紀末リーダー外伝たけし! 2大好きな人…!!

「たけし!」のプロトタイプ作品3作目。連載版に登場する「川上奈々（ナナ）」が初登場している。

## アニメ
ジャンプスーパーアニメツアー'98にて、『ONE PIECE』、『HUNTER×HUNTER』と共に30分のアニメが製作、上映された。上記の作品のうち、『世紀末リーダー外伝たけし!』の3つのエピソードで構成されている。

### スタッフ
- 原作 - 島袋光年
- 監督・絵コンテ・脚本 - 大地丙太郎
- キャラクター設定・作画監督 - 音地正行
- 演出 - 三泥無成
- 美術監督 - 佐藤勝
- 撮影監督 - 佐藤均
- 音響監督 - 田中一也
- 音楽 - ダブルオーツ
- プロデューサー - 大徳哲雄
- 制作プロデューサー - 渡辺欽哉、宮下研史
- アニメーション制作 - AIC
- 製作 - 集英社、週刊少年ジャンプ

## 書籍情報
- 世紀末リーダー外伝たけし!（1998年3月発売） ISBN 4-08-872533-6